# 이사악 마제파

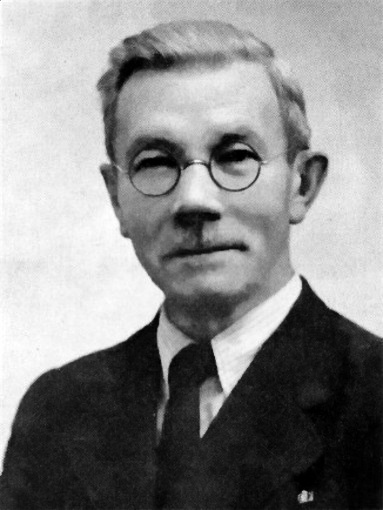

이사악 프로호로비치 마제파(우크라이나어: Isaak Prokhorovych Mazepa, 1884년 8월 16일 - 1952년 3월 18일)는 우크라이나의 정치인이다. 1919년 8월에서 1920년 5월까지 우크라이나 인민공화국의 정부수반을 역임했으며 1917년 우크라이나 혁명전쟁의 중요 인물이었다.